# Gostery
Gostery (dawniej Tyszki-Gostery) – wieś sołecka w Polsce położona w województwie mazowieckim, w powiecie ostrołęckim, w gminie Czerwin.
Gostery są niewielką wsią, o charakterze ulicówki, złożoną z ponad dwudziestu domów, zamieszkaną przez ok. 60 osób. Miejscowość jest położona przy bocznej drodze, odchodzącej od drogi wojewódzkiej nr 677, łączącej Łomżę i Ostrów Mazowiecką. W pobliżu wsi znajduje się przystanek PKS. Okolicę osady stanowią głównie pola uprawne, a także łąki i niewielkie laski. Około kilometra na północ od osady płynie rzeka Ruź, stanowiąca lewy dopływ Narwi.
Pod względem organizacji kościelnej Gostery należą do parafii pw. św. Jana Chrzciciela w Piskach.

## Historia
Najstarsza wzmianka o miejscowości pochodzi z początku XV w. W 1393 r. obszar dzisiejszej wsi został nadany przez księcia mazowieckiego Janusza I rycerzowi Dobrogostowi Tyszce h. Trzaska, który założył tutaj osadę, nazwaną od zdrobniałej wersji jego imienia (Goster').
W latach 1921–1939 wieś leżała w województwie białostockim, w powiecie łomżyńskim, w gminie Piski.
Według Powszechnego Spisu Ludności z 1921 roku wieś zamieszkiwało 192 osoby: 160 było wyznania rzymskokatolickiego, 6 prawosławnego, a 26 mojżeszowego. Jednocześnie 160 mieszkańców zadeklarowało polską przynależność narodową, 26 żydowską, a 6 rosyjską. Było tu 26 budynków mieszkalnych. Miejscowość należała do parafii rzymskokatolickiej w Pisakch. Podlegała pod Sąd Grodzki w Ostrołęce i Okręgowy w Łomży; właściwy urząd pocztowy mieścił się w Piskach.
W wyniku napaści ZSRR na Polskę we wrześniu 1939 miejscowość znalazła się pod okupacją sowiecką. Od czerwca 1941 roku pod okupacją niemiecką. Od 22 lipca 1941 do 1945 włączona w skład Landkreis Lomscha, Bezirk Bialystok III Rzeszy. W latach 1975–1998 miejscowość administracyjnie należała do województwa łomżyńskiego.